# Reinhold Mack
Reinhold Mack é um produtor musical da Alemanha, que já trabalhou com a banda Queen.